# 1991年世界短道速滑团体锦标赛
1991年世界短道速滑团体锦标赛于1991年3月30日-1991年3月31日在韩国首尔举行。世界短道速滑团体锦标赛由国际滑冰联盟主办，该组织还举办速度滑冰和花样滑冰世界杯和锦标赛。
男队女队分开比，每队四名选手参加500米和1000米，前四名分别获得5、3、2、1分；每队有两名选手参加3000米，前八名分别获得9、7、6、5、4、3、2、1分；每场比赛由不同国家的选手组成，接力A组按照排名分别获得14、12、10、8分，接力B组按照排名分别获得8、6、4、2分；一旦犯规，赋予0分。

## 比赛结果
| 项目 | 金牌                                                                                 | 银牌                                            | 铜牌                                                                                            |
| 男子 | 日本 · 河合季信 · 石原辰义 · 川崎努 · 赤坂雄一 · 河合修二                            | · 牟智洙 · 宋在根 · 金琪焄 · 李准镐 · 崔英克    | 加拿大 · 弗雷德里克·布莱克本 · 德里克·坎贝尔 · 洛朗·戴尼奥 · 马克·拉基 · 肖恩·霍尔曼            |
| 女子 | 加拿大 · 茜尔维·戴格尔 · 纳塔莉·朗贝尔 · 安妮·佩罗 · 安热拉·屈特罗纳 · 伊登·多纳泰利 | 中国 · 李琰 · 郑春阳 · 王秀兰 · 张艳梅 · 郭红茹 | 荷蘭 · 莫尼克·维泽博尔 · 西蒙·维泽博尔 · 佩内洛普·狄·莱拉 · 普里西拉·恩斯特 · 克劳迪娅·沃尔弗斯 |

## 积分排名

### 男子
| 排名 | 国家   | 分数 |
| ---- | ------ | ---- |
| 金牌 | 日本   | 64   |
| 銀牌 |        | 63   |
| 銅牌 | 加拿大 | 57   |
| 4    | 義大利 | 56   |
| 5    |        | 41   |
| 6    | 荷蘭   | 40   |
| 7    | 新西兰 | 37   |
| 7    | 苏联   | 37   |
| 9    | 比利时 | 31   |

### 女子
| 排名 | 国家   | 分数 |
| ---- | ------ | ---- |
| 金牌 | 加拿大 | 79   |
| 銀牌 | 中国   | 65   |
| 銅牌 | 荷蘭   | 57   |
| 4    | 苏联   | 52   |
| 5    |        | 46   |
| 6    | 日本   | 44   |
| 7    | 義大利 | 37   |
| 8    |        | 28   |
| 9    | 比利时 | 25   |

## 另请参阅
- 1991年世界短道速滑锦标赛